# Gilles de Gouberville
Pour les articles homonymes, voir Picot.
 (novembre 2011).
Gilles Picot, sieur de Gouberville, du Mesnil-au-Val et de Russy, né le 12 janvier 1521, ou le 12 janvier 1522, et mort le 7 mars 1578 au Mesnil-au-Val, est un mémorialiste ou diariste français.

## Biographie
Gentilhomme normand, de petite mais ancienne noblesse, Gilles Picot, né au manoir de Barville, au Mesnil-au-Val, est le deuxième enfant et fils aîné de Guillaume IV Picot, seigneur de Gouberville, et de Jeanne du Fou, probablement née au manoir de la Cour à Rauville-la-Place, fille de Guillaume du Fou, seigneur de Barville, au Mesnil-au-Val et capitaine du château de Cherbourg.
Installé au Mesnil-au-Val, Gilles succède à son père pour la charge de lieutenant des Eaux et Forêts pour la vicomté de Valognes en 1543. En 1544, il hérite de son père des seigneuries de Gouberville et du Mesnil-au-Val, puis en 1560 de la seigneurie de Russy de son oncle Jean Picot, prêtre.
Il est l’auteur d'un journal, dont les années 1549 à 1562 ont été conservées et dont le manuscrit original a été découvert dans le chartrier du château de Saint-Pierre-Église par l'abbé Alexandre Tollemer. Cet ouvrage (réédité en trois volumes en 2020) est un témoignage de la vie d’un gentilhomme campagnard dans le Nord-Cotentin au XVIe siècle. Lorsqu’il commence son journal, le sire de Gouberville a environ trente ans. C’est un homme en pleine possession de ses moyens physiques, résistant, adroit, bien entraîné, sachant tenir une épée. Il tire à l’arbalète et au mousquet. Habile aux jeux d’adresse et de force, il se plait à jouter avec ses amis. Il sait, à l’occasion, manier les outils de la ferme et conduire les lourds charrois. Homme cultivé, il lisait le latin et utilisait des caractères grecs pour transcrire des phrases françaises, quand il voulait noter dans son journal des faits que ses gens ne devaient pas lire.
Son esprit méthodique et ordonné, tel qu'il transparaît dans son Livre de raison, met en évidence le sens pratique dont il fait preuve en toute occasion. Mais les traits les plus marquants du caractère de ce jeune seigneur sont ses qualités de cœur et sa valeur morale qui le rendent si sympathique.
Le 1er septembre 1554, dans son Journal, il mentionne la pratique de distiller en vue d’obtenir une eau-de-vie. Comme il s'agit  vraisemblablement de distiller du cidre, ce serait la première évocation connue du spiritueux aujourd'hui appelé « calvados ».
Il est inhumé dans l'église du Mesnil-au-Val, sans qu'on sache bien l'endroit.
Depuis 1986, l’association Comité Gilles de Gouberville diffuse le témoignage du gentilhomme normand et édite annuellement Les Cahiers goubervilliens depuis septembre 1997.

## Œuvres
- Journal de Gilles de Gouberville, éd. Archives départementales de la Manche, Saint-Lô, 2020,vol. 1, 2 et 3,  (ISBN 978-2-86050-040-1, 978-2-86050-041-8 et 978-2-86050-042-5).
- Le Journal du sire de Gouberville, éd. Guy Deschamps, Bricqueboscq, Éditions des champs, 1993, vol. 1, 2-3 et 4,  (ISBN 978-2-91013-801-1, 978-2-91013-802-8 et 978-2-91013-802-8).